# Giovanni Battista Albanese

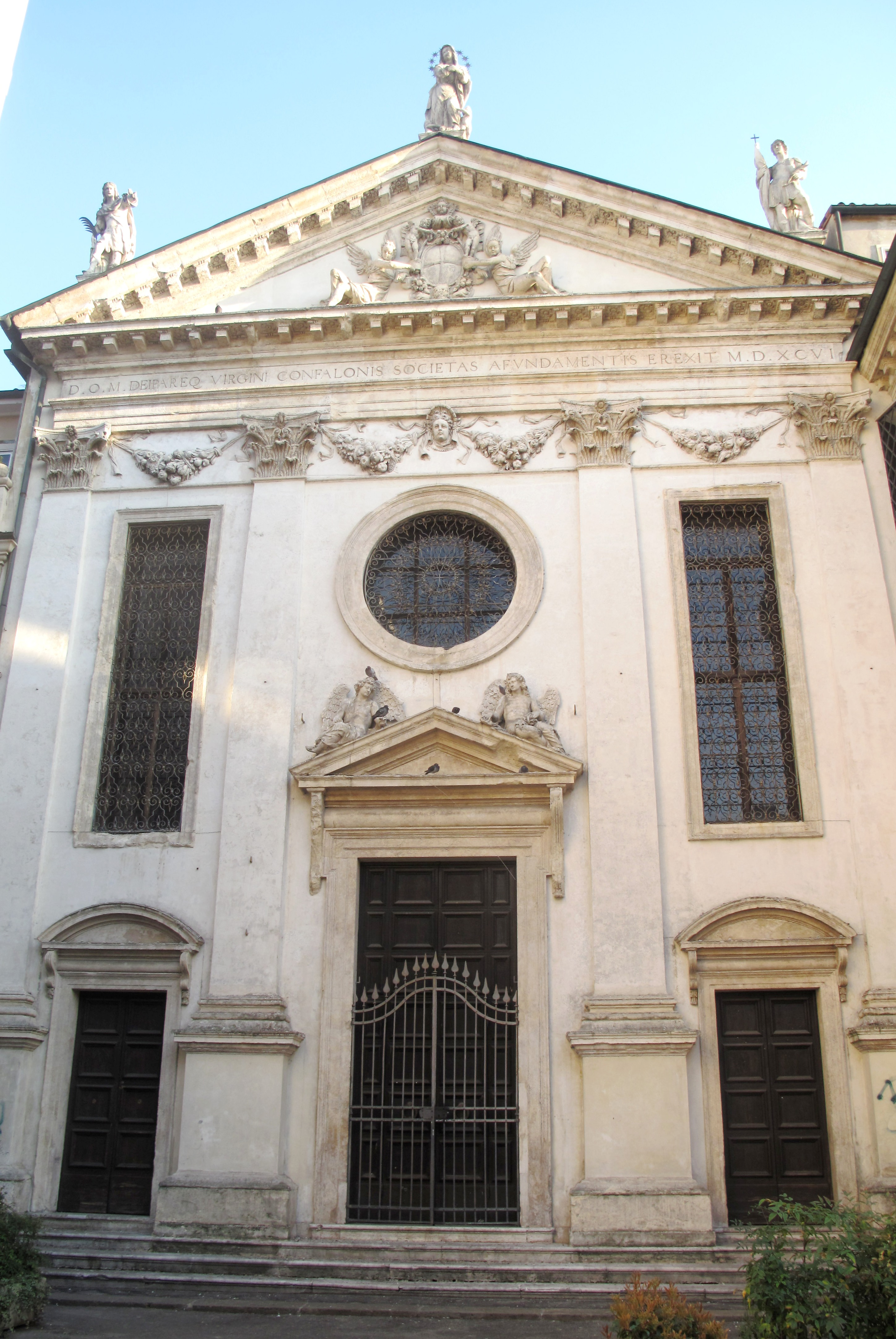
Facciata dell'Oratorio del Gonfalone a Vicenza

Giovanni Battista Albanese, o Giambattista Albanese (Vicenza, 1573 – Vicenza, 1630), è stato uno scultore e architetto italiano della Repubblica di Venezia, allievo del Palladio ed esponente di spicco della famiglia e bottega degli Albanese operante nel vicentino.

## Biografia
Figlio di Francesco Albanese e fratello di Girolamo, appartenne alla seconda generazione di una famiglia, gli Albanese (o Albanesi), di scultori e architetti vicentini. Concorse, con altri scultori e architetti, alla realizzazione di numerose ville venete cinquecentesche e seicentesche.

## Opere
(elenco parziale)
- Statue interne alla Rotonda del Palladio
- Fregio e statue della chiesa di San Vincenzo[1]
- Struttura monumentale e le statue nel Cappellone del Rosario della Chiesa di Santa Corona a Vicenza[2]
- Facciata dell'Oratorio del Gonfalone a Vicenza[3]
- Altari e paramento dell'abside della Chiesa di San Pietro a Vicenza[4]

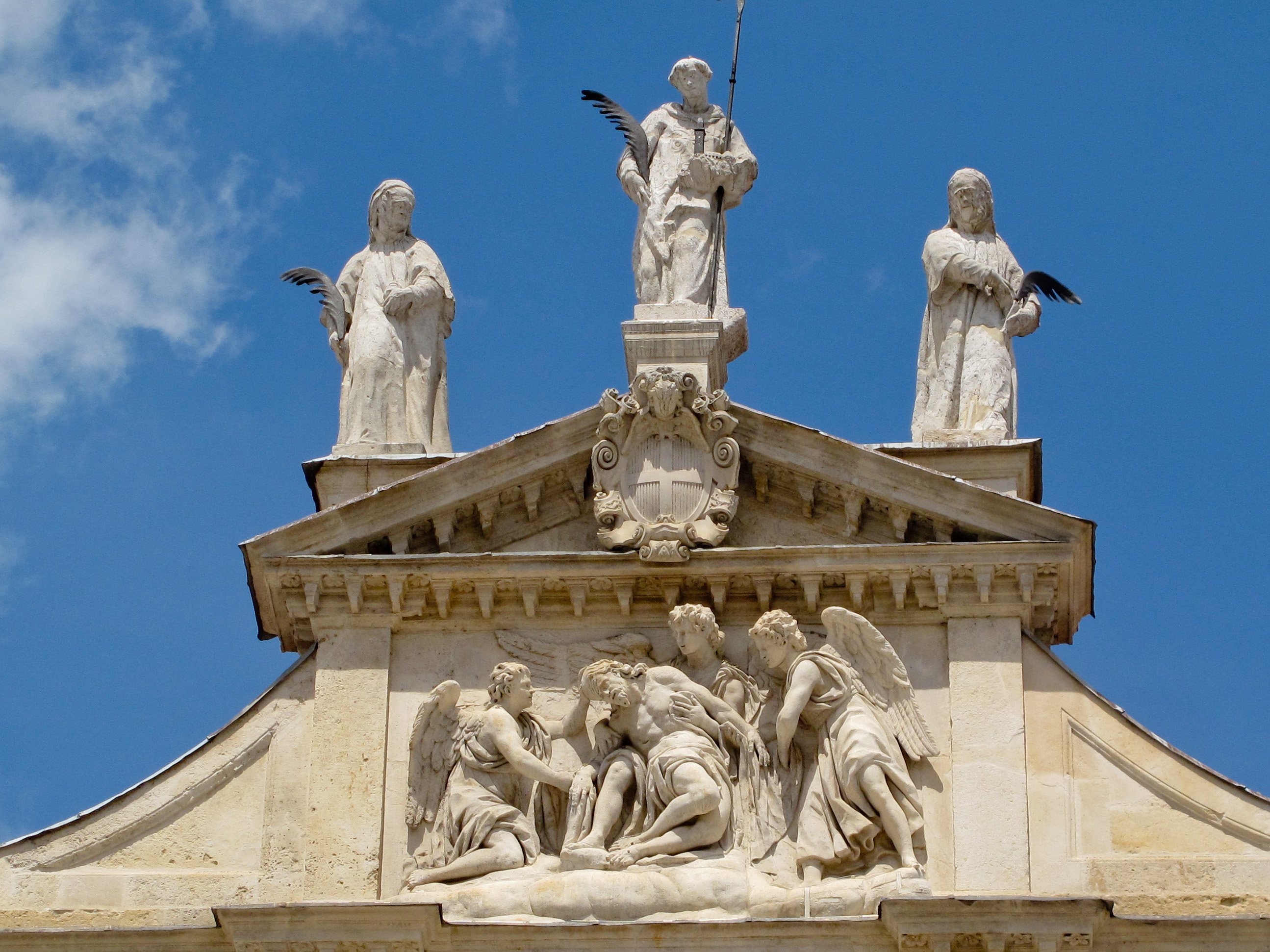
Fregio e statue della chiesa di San Vincenzo a Vicenza
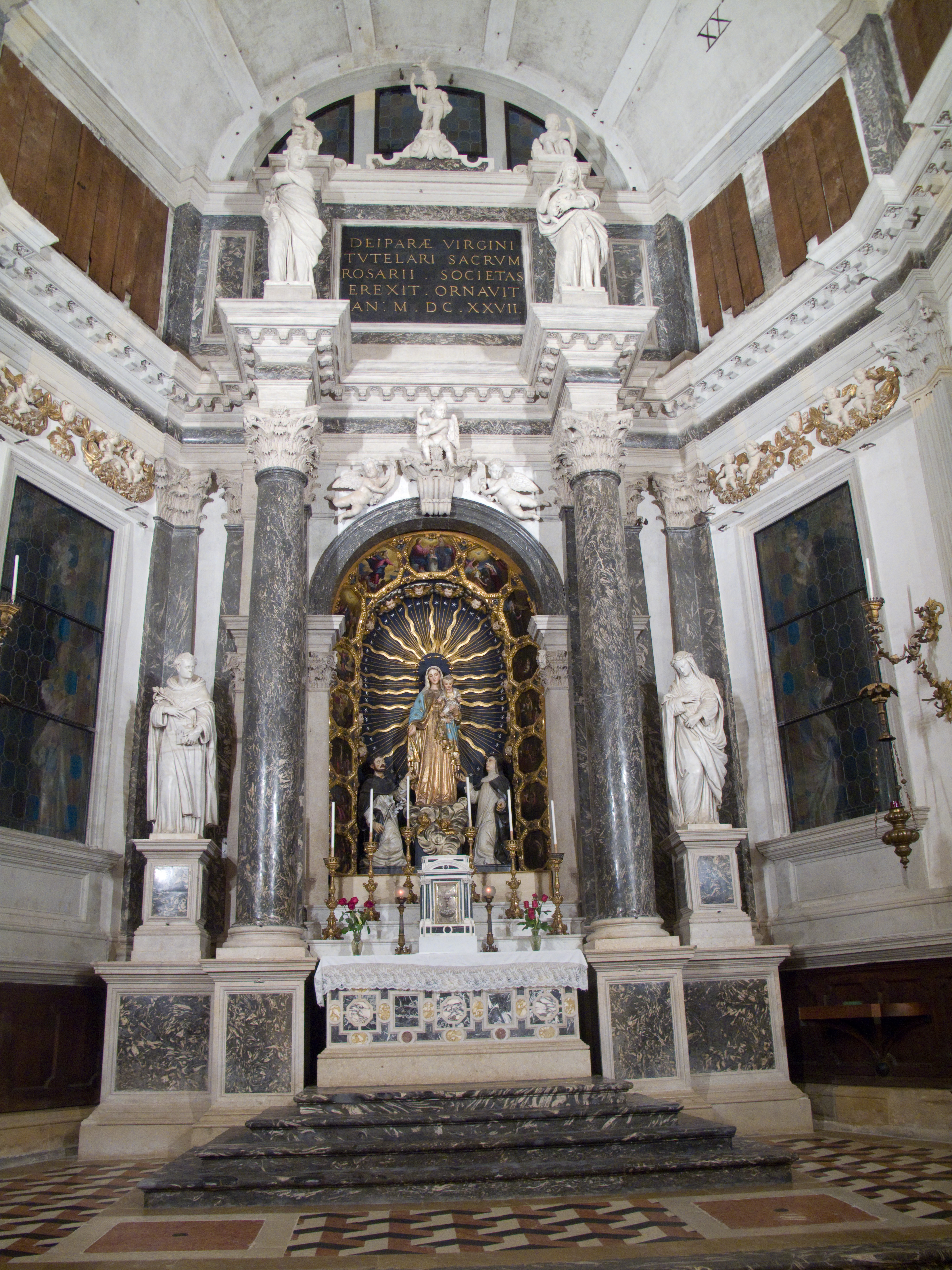
Vicenza - Chiesa di Santa Corona - Cappella del Rosario
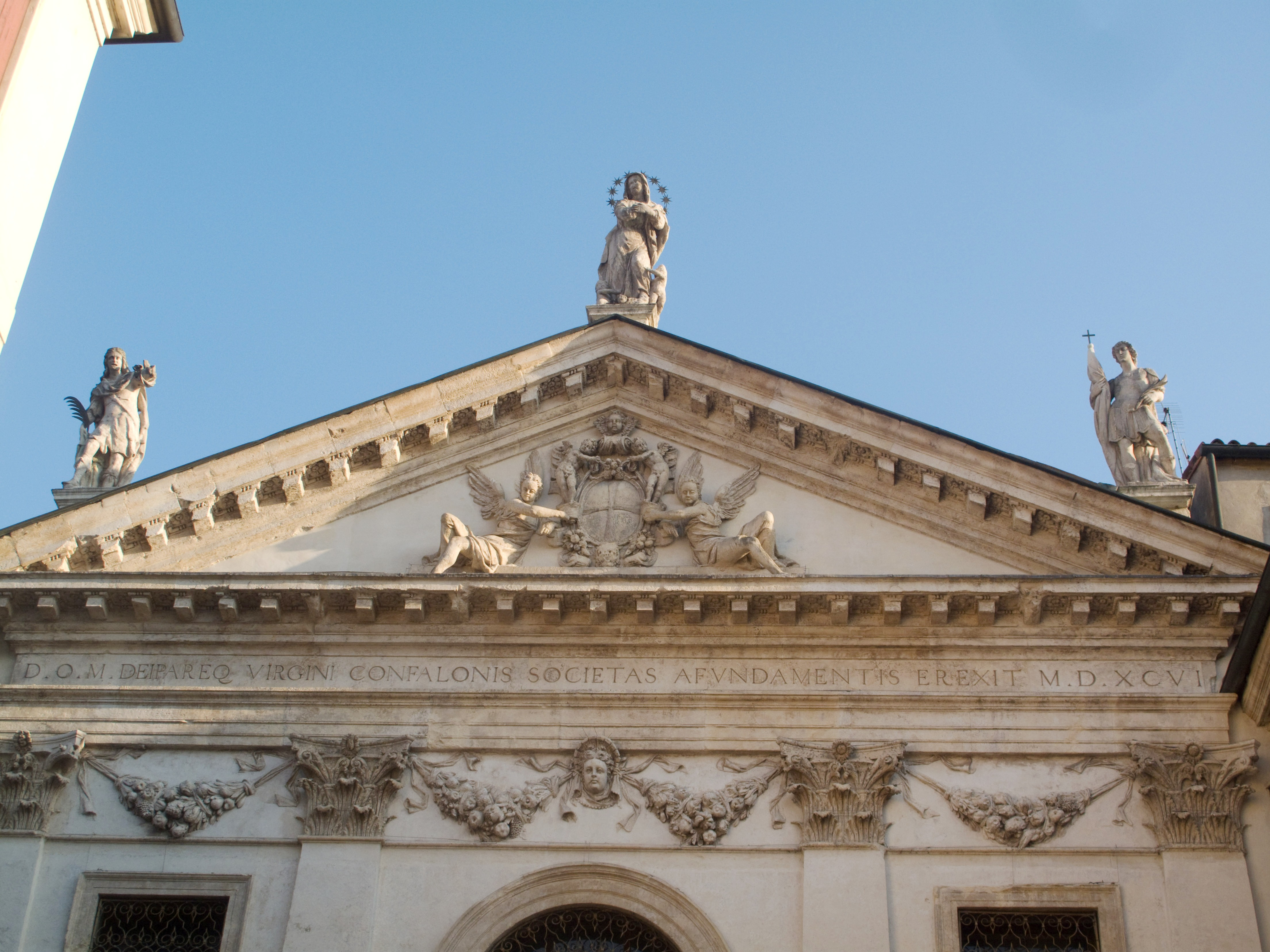
Oratorio del Gonfalone, frontone